# Briefmarken-Jahrgang 1983 der Deutschen Post der DDR
Der Briefmarken-Jahrgang 1983 der Deutschen Post der Deutschen Demokratischen Republik umfasste 66 einzelne Sondermarken, sieben Briefmarkenblocks mit zehn Sondermarken und einen Kleinbogen, dessen Motiv auch als Einzelausgabe erschien. Acht Briefmarken wurden zusammenhängend gedruckt; dabei gab es zwei Paare mit innenliegendem Zierfeld. In diesem Jahr wurden keine Dauermarken ausgegeben. Insgesamt erschienen 84 Motive.
Alle Briefmarken-Ausgaben seit 1964 sowie die 2-Mark-Werte der Dauermarkenserie Präsident Wilhelm Pieck und die bereits seit 1961 erschienene Dauermarkenserie Staatsratsvorsitzender Walter Ulbricht waren ursprünglich unbegrenzt frankaturgültig. Mit der Wiedervereinigung verloren alle Marken nach dem 2. Oktober 1990 ihre Gültigkeit.

## Liste der Ausgaben und Motive
Legende
- Bild: Eine bearbeitete Abbildung der genannten Marke. Das Verhältnis der Größe der Briefmarken zueinander ist in diesem Artikel annähernd maßstabsgerecht dargestellt. Sollten keine Marken abgebildet sein, liegt es daran, dass das Urheberrecht des Künstlers noch nicht erloschen ist.
- Beschreibung: Eine Kurzbeschreibung des Motivs und/oder des Ausgabegrundes. Bei ausgegebenen Serien oder Blocks werden die zusammengehörigen Beschreibungen mit einer Markierung versehen eingerückt.
- Wert: Der Frankaturwert der einzelnen Marke in Pfennig. Ein „+“ bedeutet, dass es sich um eine Zuschlagsmarke handelt (= Frankaturwert + Spende).
- Ausgabedatum: Das Datum des erstmaligen Verkaufs dieser Briefmarke.
- Auflage: Soweit bekannt, wird hier die zum Verkauf angebotene Anzahl dieser Ausgabe angegeben.
- Entwurf: Soweit bekannt, wird hier angegeben, von wem der Entwurf dieser Marke stammt.
- Mi.-Nr.: Diese Briefmarke wird im Michel-Katalog unter der entsprechenden Nummer gelistet.

| Sondermarken | |        |                       |            |                     |         |
| Bild         | Beschreibung | Wert   | Ausgabe- datum (1983) | Auflage    | Entwurf             | Mi.-Nr. |
|              | 150. Geburtstag von Johannes Brahms Diese Marke wurde als Briefmarkenblock ausgegeben: Johannes Brahms, Komponist                                                                                                  | 1,15 M | 11. Januar            | 2.100.000  | Joachim Rieß        | 2764    |
|              | Persönlichkeiten der deutschen Arbeiterbewegung (XI) - Franz Dahlem (1892–1981) | 10     | 25. Januar            | 6.000.000  | Gerhard Stauf       | 2765    |
|              | - Karl Maron (1903–1975) | 10     | 25. Januar            | 6.000.000  | Gerhard Stauf       | 2766    |
|              | - Josef Miller (1883–1964) | 10     | 25. Januar            | 6.000.000  | Gerhard Stauf       | 2767    |
|              | - Fred Oelßner (1903–1977) | 10     | 25. Januar            | 6.000.000  | Gerhard Stauf       | 2768    |
|              | - Siegfried Rädel (1893–1943) | 10     | 25. Januar            | 6.000.000  | Gerhard Stauf       | 2769    |
|              | Weltkommunikationsjahr - Schema eines Tastwahl-Telefonapparates | 5      | 8. Februar            | 4.500.000  | Detlef Glinski      | 2770    |
|              | - Küstenfunkstelle „Rügen Radio“, Schiffe | 10     | 8. Februar            | 16.000.000 | Detlef Glinski      | 2771    |
|              | - Postbeförderung auf dem See- und Luftweg | 20     | 8. Februar            | 8.000.000  | Detlef Glinski      | 2772    |
|              | - Lichtleiterkabel mit vier optischen Leitern | 35     | 8. Februar            | 2.100.000  | Detlef Glinski      | 2773    |
|              | 100. Geburtstag von Otto Nuschke Otto Nuschke, CDU-Politiker | 20     | 8. Februar            | 8.000.000  | Klaus Müller        | 2774    |
|              | Historische Rathäuser - Rathaus Stolberg (Harz) (erbaut 1482) | 10     | 22. Februar           | 24.000.000 | Hilmar Zill         | 2775    |
|              | - Rathaus Gera (erbaut 1573–1576) | 20     | 22. Februar           | 8.000.000  | Hilmar Zill         | 2776    |
|              | - Rathaus Pößneck (erbaut 1478–1486) | 25     | 22. Februar           | 4.500.000  | Hilmar Zill         | 2777    |
|              | - Rotes Rathaus Berlin (erbaut 1861–1869) | 35     | 22. Februar           | 2.100.000  | Hilmar Zill         | 2778    |
|              | Leipziger Frühjahrsmesse - Messehaus „Petershof“, Leipzig | 10     | 8. März               | 24.000.000 | Detlef Glinski      | 2779    |
|              | - Robotron-Mikrorechner (A 5120) | 25     | 8. März               | 4.500.000  | Detlef Glinski      | 2780    |
|              | Paul Robeson Paul Robeson, afroamerikanischer Schauspieler und Sänger, dreisprachige Inschrift | 20     | 22. März              | 8.000.000  | Berthold Lindner    | 2781    |
|              | Widerstandsorganisation Schulze-Boysen/Harnack Diese Marke wurde als Briefmarkenblock ausgegeben: Arvid Harnack, Harro Schulze-Boysen, John Sieg, antifaschistische Widerstandskämpfer                             | 85     | 22. März              | 2.100.000  | Gerhard Stauf       | 2782    |
|              | 100. Todestag von Karl Marx - Karl Marx in jungen Jahren, Zeitungstitel | 10     | 11. April             | 8.000.000  | Manfred Gottschall  | 2783    |
|              | - Karl Marx; Aufstand der Seidenweber in Lyon (1831), Zeitschriftentitel | 20     | 11. April             | 8.000.000  | Manfred Gottschall  | 2784    |
|              | - Karl Marx und Friedrich Engels; Titelblatt „Manifest der Kommunistischen Partei“ | 35     | 11. April             | 5.000.000  | Manfred Gottschall  | 2785    |
|              | - Karl Marx; Titel seines Werkes „Das Kapital“ in drei Sprachen | 50     | 11. April             | 5.000.000  | Manfred Gottschall  | 2786    |
|              | - Karl Marx; Ausschnitt der „Randglossen zum Programm der deutschen Arbeiterpartei“ | 70     | 11. April             | 5.100.000  | Manfred Gottschall  | 2787    |
|              | - Erdkugel, rote Fahne mit Kopfbildern von Karl Marx, Friedrich Engels und Lenin | 85     | 11. April             | 2.100.000  | Manfred Gottschall  | 2788    |
|              | Diese Marke wurde als Briefmarkenblock ausgegeben: - Karl Marx, Philosoph und Nationalökonom | 1,15 M | 11. April             | 2.100.000  | Joachim Rieß        | 2789    |
|              | Staatliche Museen zu Berlin: Kunstwerke - Athena aus der Bibliothek von Pergamon; Marmorstatue (2. Jhdt. vor Chr.)                                                                                                 | 10     | 19. April             | 16.000.000 | Karl-Heinz Bobbe    | 2790    |
|              | - Amazone; Bronzestatue (um 430 vor Chr.) | 20     | 19. April             | 8.000.000  | Karl-Heinz Bobbe    | 2791    |
|              | Schmalspurbahnen in der DDR (III) Diese und die folgende Marke wurden als Zusammendruck mit einem dazwischenliegenden Zierfeld ausgegeben: Wernigerode–Nordhausen (Spurweite 1000 mm) - Lokomotive 99 5804         | 15     | 17. Mai               | 3.500.000  | Detlef Glinski      | 2792    |
|              | Wernigerode–Nordhausen (Spurweite 1000 mm) - Personenwagen | 20     | 17. Mai               | 3.500.000  | Detlef Glinski      | 2793    |
|              | Diese und die folgende Marke wurden als Zusammendruck mit einem dazwischenliegenden Zierfeld ausgegeben: Zittau–Kurort Oybin/Kurort Jonsdorf (Spurweite 750 mm) - Lokomotive 99 1731                               | 20     | 17. Mai               | 3.500.000  | Detlef Glinski      | 2794    |
|              | Zittau–Kurort Oybin/Kurort Jonsdorf (Spurweite 750 mm) - Gedeckter Güterwagen GGw | 50     | 17. Mai               | 3.500.000  | Detlef Glinski      | 2795    |
|              | Kostbare Sand- und Sonnenuhren Exponate aus der Uhrensammlung des Mathematisch-Physikalischen Salons in Dresden - Kanzelsanduhr mit Wandbrett (1647)                                                               | 5      | 7. Juni               | 5.000.000  | Joachim Rieß        | 2796    |
|              | - Kanzelsanduhr (um 1700) | 10     | 7. Juni               | 16.000.000 | Joachim Rieß        | 2797    |
|              | Diese Marke wurde auch als Kleinbogen ausgegeben: - Horizontal-Tischsonnenuhr (1611) | 20     | 7. Juni               | 24.800.000 | Joachim Rieß        | 2798    |
|              | - Äquatorial-Tischsonnenuhr (um 1750) | 30     | 7. Juni               | 5.000.000  | Joachim Rieß        | 2799    |
|              | - Äquatorial-Tischsonnenuhr (um 1760) | 50     | 7. Juni               | 5.000.000  | Joachim Rieß        | 2800    |
|              | - Tischsonnenuhr „Mittagskanone“ (um 1880) | 85     | 7. Juni               | 2.100.000  | Joachim Rieß        | 2801    |
|              | Kakteen (III) - Warzenkaktus (Coryphantha elephantidens) | 5      | 21. Juni              | 5.000.000  | Manfred Gottschall  | 2802    |
|              | - Igelkaktus (Thelocactus schwarzii) | 10     | 21. Juni              | 16.000.000 | Manfred Gottschall  | 2803    |
|              | - Prismenkaktus (Leuchtenbergia principis) | 20     | 21. Juni              | 8.000.000  | Manfred Gottschall  | 2804    |
|              | - Kugelkaktus (Submatucana madisoniorum) | 25     | 21. Juni              | 3.500.000  | Manfred Gottschall  | 2805    |
|              | - Igelkaktus (Oroya peruviana) | 35     | 21. Juni              | 4.000.000  | Manfred Gottschall  | 2806    |
|              | - Igelkaktus (Copiapoa cinerea) | 50     | 21. Juni              | 2.100.000  | Manfred Gottschall  | 2807    |
|              | Stifter des Naumburger Doms - Thimo und Wilhelm | 20     | 5. Juli               | 3.500.000  | Lothar Grünewald    | 2808    |
|              | - Gepa und Gerburg | 25     | 5. Juli               | 3.500.000  | Lothar Grünewald    | 2809    |
|              | - Hermann und Reglindis | 35     | 5. Juli               | 3.500.000  | Lothar Grünewald    | 2810    |
|              | - Eckehard und Uta | 85     | 5. Juli               | 3.500.000  | Lothar Grünewald    | 2811    |
|              | Internationale Briefmarkenausstellung junger Philatelisten der sozialistischen Länder „JUNIOR-SOZPHILEX“, Berlin - Glasewaldt und Zinna verteidigen die Barrikade 18. März 1848 – Lithografie von Theodor Hosemann | 10+5   | 5. Juli               | 3.500.000  | Hans Detlefsen      | 2812    |
|              | - Polytechnischer Unterricht, Gemälde von Harald Metzkes | 20     | 5. Juli               | 8.000.000  | Hans Detlefsen      | 2813    |
|              | VII. Turn- und Sportfest der DDR und IX. Kinder- und Jugendspartakiade, Leipzig - Ballübung | 10+5   | 19. Juli              | 3.500.000  | Ralf-Jürgen Lehmann | 2814    |
|              | - Volleyball | 20     | 19. Juli              | 8.000.000  | Ralf-Jürgen Lehmann | 2815    |
|              | 200. Geburtstag von Simón Bolívar Simón Bolívar, lateinamerikanischer Politiker, Alexander von Humboldt, Naturforscher und Geograph                                                                                | 35     | 19. Juli              | 5.000.000  | Hans Detlefsen      | 2816    |
|              | Stadtwappen (I) - Berlin | 50     | 9. August             | 2.500.000  | Harald Stier        | 2817    |
|              | - Cottbus | 50     | 9. August             | 2.500.000  | Harald Stier        | 2818    |
|              | - Dresden | 50     | 9. August             | 2.500.000  | Harald Stier        | 2819    |
|              | - Erfurt | 50     | 9. August             | 2.500.000  | Harald Stier        | 2820    |
|              | - Frankfurt (Oder) | 50     | 9. August             | 2.100.000  | Harald Stier        | 2821    |
|              | Leipziger Herbstmesse - Zentral-Messepalast, Leipzig | 10     | 30. August            | 16.000.000 | Oswin Volkamer      | 2822    |
|              | - Mikrorechner-Schaltkreis | 25     | 30. August            | 4.500.000  | Oswin Volkamer      | 2823    |
|              | 30 Jahre Kampfgruppen der Arbeiterklasse Diese Marke wurde als Briefmarkenblock ausgegeben: Angehöriger der Kampfgruppen                                                                                           | 1 M    | 6. September          | 2.100.000  | Horst Naumann       | 2824    |
|              | 200. Todestag von Leonhard Euler Leonhard Euler, Polyeder mit Formel | 20     | 6. September          | 8.000.000  | Axel Bengs          | 2825    |
|              | Staatliche Schlösser und Gärten: Potsdam-Sanssouci - Schloss Sanssouci | 10     | 20. September         | 24.000.000 | Peter Korn          | 2826    |
|              | - Chinesisches Teehaus | 20     | 20. September         | 8.000.000  | Peter Korn          | 2827    |
|              | - Schloss Charlottenhof | 40     | 20. September         | 4.500.000  | Peter Korn          | 2828    |
|              | - Marstall/Filmmuseum | 50     | 20. September         | 2.100.000  | Peter Korn          | 2829    |
|              | Internationale Mahn- und Gedenkstätten Monument „Mutter Heimat“ auf dem Mamajew-Hügel bei Wolgograd | 35     | 4. Oktober            | 4.000.000  | Manfred Gottschall  | 2830    |
|              | Flugpostmarken (II) - Stilisiertes Flugzeug mit Brief | 5      | 4. Oktober            | unbekannt  | Detlef Glinski      | 2831    |
|              | - Stilisiertes Flugzeug mit Brief | 20     | 4. Oktober            | unbekannt  | Detlef Glinski      | 2832    |
|              | 500. Geburtstag von Martin Luther (II) Diese Marke wurde als Briefmarkenblock ausgegeben: Initialen von M. Luther, Reformator                                                                                      | 1 M    | 18. Oktober           | 2.100.000  | Gerhard Schmidt     | 2833    |
|              | Solidarität mit Nikaragua Lesen und Schreiben lernende Familie, Soldat, Fahnen | 10+5   | 8. November           | 3.500.000  | Klaus Hennig        | 2834    |
|              | Thüringer Glas - Kampfhahn | 10     | 8. November           | 16.000.000 | Jochen Bertholdt    | 2835    |
|              | - Glasbecher | 20     | 8. November           | 8.000.000  | Jochen Bertholdt    | 2836    |
|              | - Glasvase | 25     | 8. November           | 4.500.000  | Jochen Bertholdt    | 2837    |
|              | - Zierglas | 70     | 8. November           | 2.100.000  | Jochen Bertholdt    | 2838    |
|              | Olympische Winterspiele 1984, Sarajevo - Rennrodeln, (Doppelsitzer, Herren) | 10+5   | 22. November          | 5.000.000  | Joachim Rieß        | 2839    |
|              | - Nordische Kombination | 20+10  | 22. November          | 4.500.000  | Joachim Rieß        | 2840    |
|              | - Skilanglauf | 25     | 22. November          | 5.000.000  | Joachim Rieß        | 2841    |
|              | - Biathlon | 35     | 22. November          | 2.100.000  | Joachim Rieß        | 2842    |
|              | Diese Marke wurde als Briefmarkenblock ausgegeben: - Olympisches Zentrum, Sarajevo | 85     | 22. November          | 2.100.000  | Joachim Rieß        | 2843    |
|              | Neujahr 1984 Diese und die folgenden drei Marken wurde als Briefmarkenblock ausgegeben: - Neujahrsglückwünsche auf Deutsch und Englisch, Friedenstaube, Kleeblatt                                                  | 10     | 22. November          | 2.100.000  | Klaus Hennig        | 2844    |
|              | - Neujahrsglückwünsche auf Deutsch und Russisch, Friedenstaube, Kleeblatt | 20     | 22. November          | 2.100.000  | Klaus Hennig        | 2845    |
|              | - Neujahrsglückwünsche auf Deutsch und Französisch, Friedenstaube, Kleeblatt | 25     | 22. November          | 2.100.000  | Klaus Hennig        | 2846    |
|              | - Neujahrsglückwünsche auf Deutsch und Spanisch, Friedenstaube, Kleeblatt | 35     | 22. November          | 2.100.000  | Klaus Hennig        | 2847    |

### Kleinbogen und Zusammendrucke

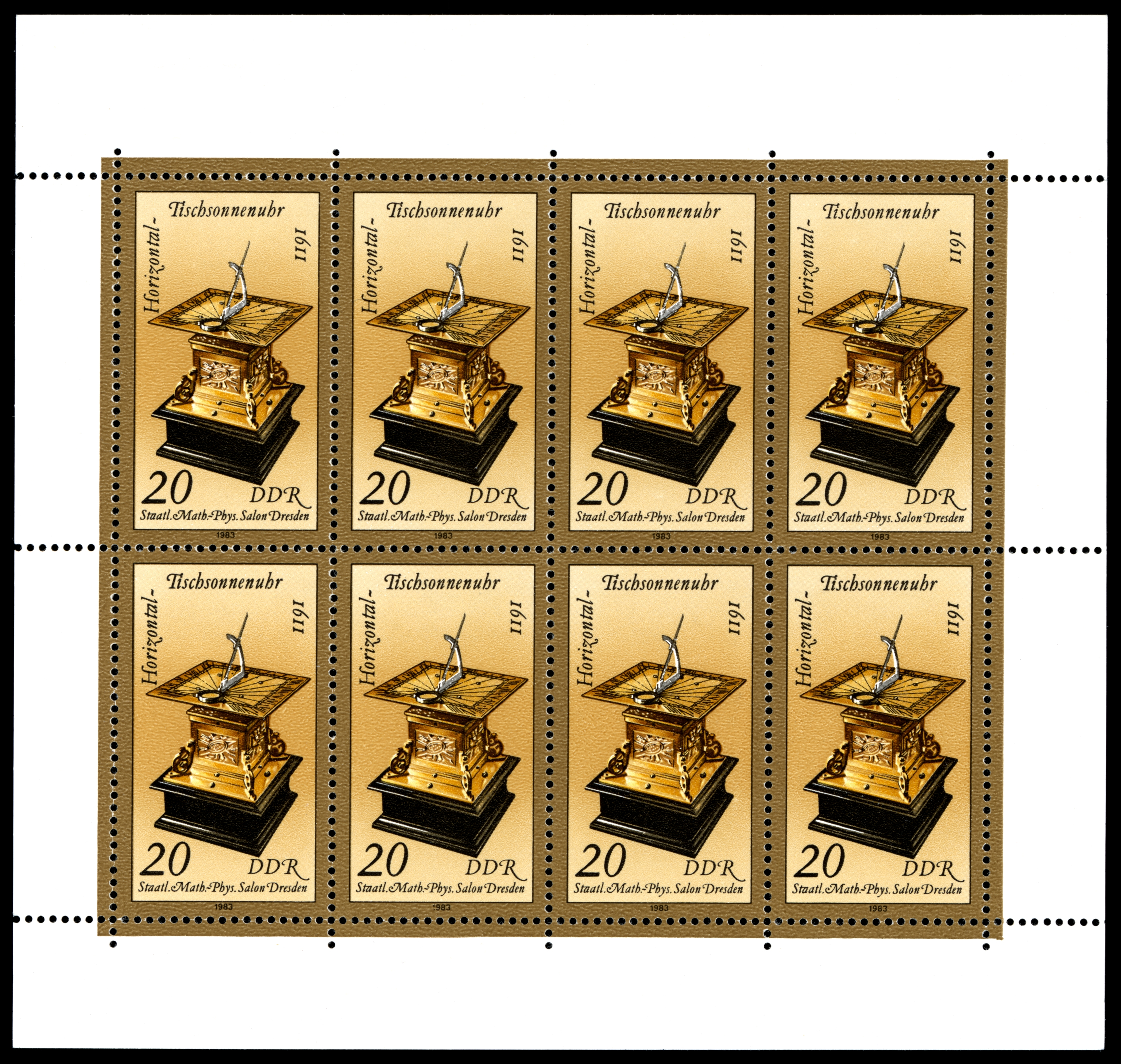
Kostbare Sand- und Sonnenuhren